# بوب كلارك (منافس ألعاب قوى)
بوب كلارك (بالإنجليزية: Bob Clark)‏ هو منافس ألعاب قوى أمريكي، ولد في 28 يناير 1913 في كوفينا في الولايات المتحدة، وتوفي في 13 مايو 1976 في أركاديا في الولايات المتحدة.

## وصلات خارجية
- بوب كلارك على موقع اللجنة الأولمبية الدولية (الإنجليزية)
- بوب كلارك على موقع أوليمبيديا (الإنجليزية)